# キング・サニー・アデ
キング・サニー・アデ（King Sunny Adé、本名：サニー・アデニイ（Sunday Adeniyi）、1946年9月22日 - ）はナイジェリア出身のジュジュ・ミュージック歌手。キング・サニー・アデ&ヒズ・アフリカン・ビーツは1980年代半ばのワールドミュージック界とアフリカ音楽界で、国際的なスターの一人となった。欧米ツアーでも多くの聴衆を動員し、「アフリカのボブ・マーリー」との見方もあった。

## バイオグラフィ
祖父がオンド州のヨルバ族の王（オバ）である王家に生まれる。中学を出るとモーゼス・オライヤのハイライフバンド、フィデラル・リズム・ダンディーズに入った。1967年グリーン・スポッツを結成、1974年には自主レーベルを立ち上げた。
プロデューサーのマルタン・メソニエがアデをクリス・ブラックウェルに紹介、1982年アイランド・レコードと契約し、世界的にデビュー。『ジュジュ・ミュージック』（1982年）、『シンクロ・システム』（1983年）、『オーラ』（1984年）と3枚のアルバムを世界的に発表した。アイランドはボブ・マーリーの死後に第三世界のアーティストを探していたところで、これがきっかけとなり、アフリカ音楽が注目され、アフロビートのフェラ・クティも、アリスタと契約した。アデの音楽は、80年代のハリウッド映画で何度か使用された。また彼は、2000年以降のナイジェリア映画に出演も果たしている。

## 主なディスコグラフィ
- Juju Music, 1982.
- Syncro System, 1983.
- Aura, 1984.
  - キング・サニー・アデのディスコグラフィ（英語版）も参照。